# Micrathyria hypodidyma
Micrathyria hypodidyma là loài chuồn chuồn trong họ Libellulidae. Loài này được Calvert mô tả khoa học đầu tiên năm 1906.